# Pavel Kavka z Říčan
Pavel Kavka z Říčan na Dubu a Zálezlích (okolo 1570? – 1627? hrad Zbiroh) byl český šlechtic z rodu pánů z Říčan, majitel panství Dub a Zálezly. Podílel se na českém stavovském povstání jakožto člen českého stavovského direktoria, ve kterém vystupoval jako jeho mluvčí. Po porážce povstání mu byl navržen rozsudek trestu smrti, později změněný na doživotní žalář na hradě Zbiroh. Odsud by roku 1627 propuštěn, nedlouho poté však zemřel.

## Životopis

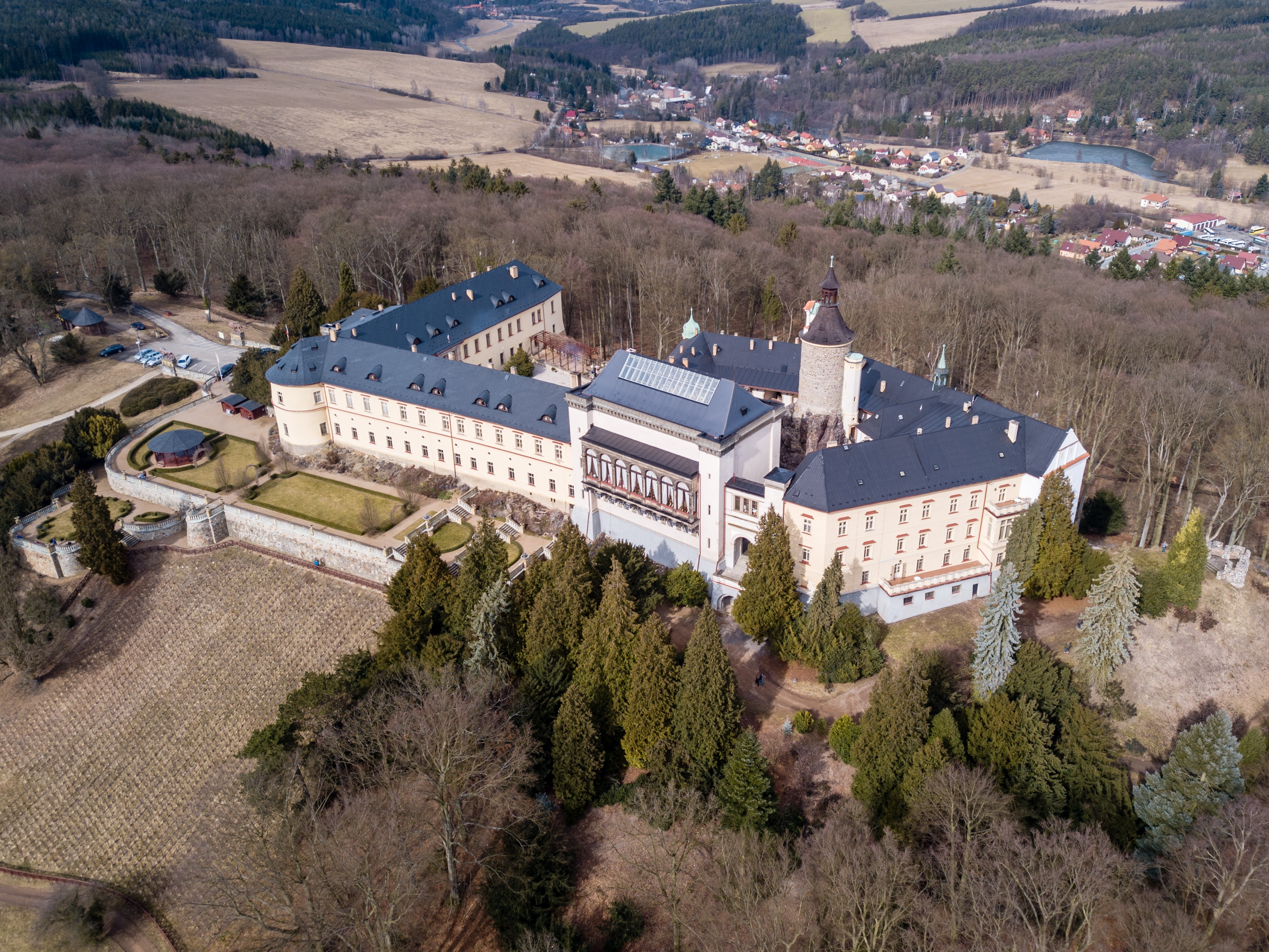
Zámek Zbiroh (po přestavbě), kde byl Pavel Kavka z Říčan vězněn

### Mládí
Narodil se na jednom z panství rodu pánů z Říčan. Byl majitelem panství a zámku Dub a vsi Zálezly nedaleko Prachatic v jižních Čechách a dalších.

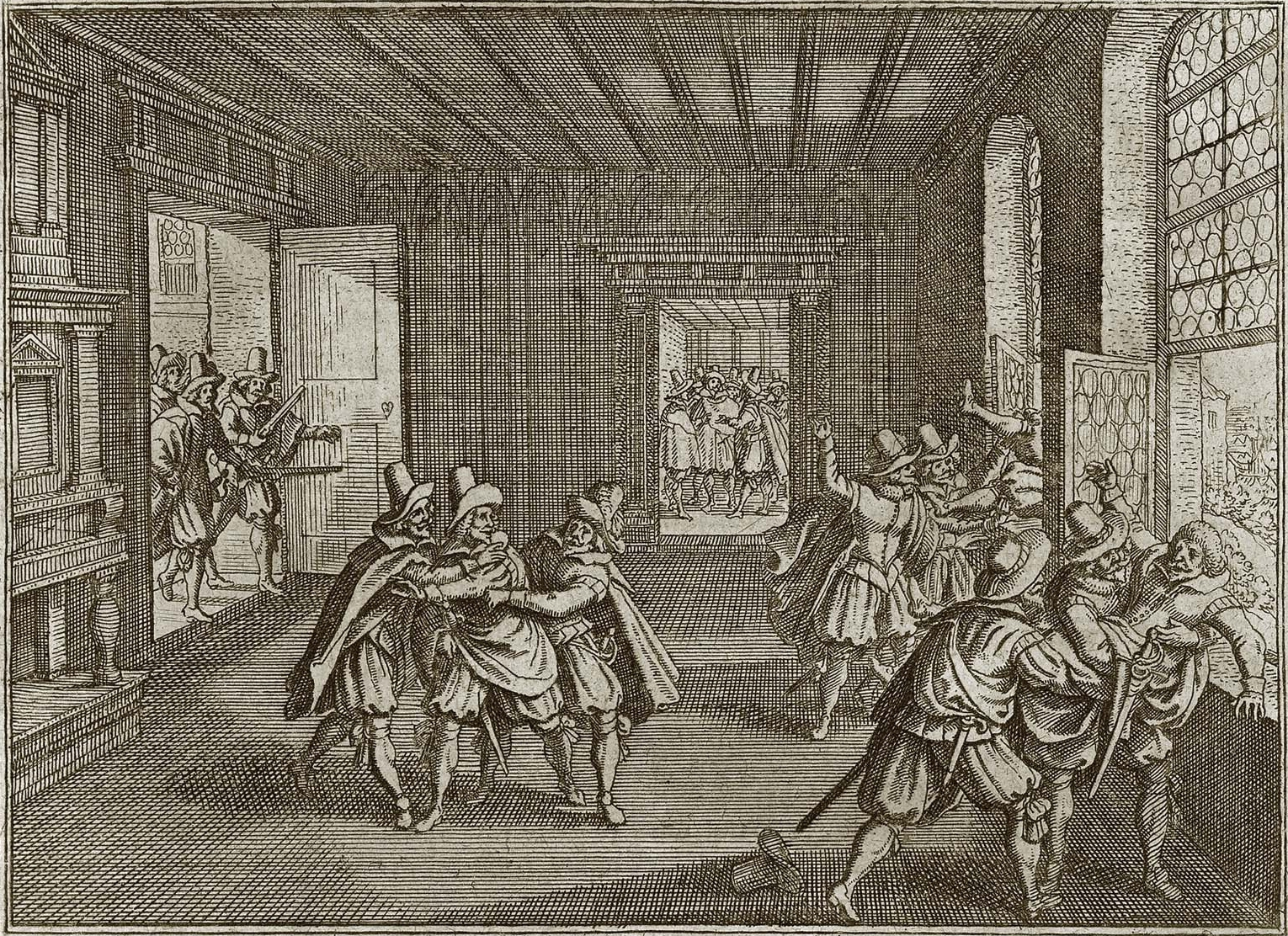
Pražská defenestrace roku 1618, soudobá mědirytina z Theatrum Europaeum

### Stavovské povstání
Aktivně se zapojil do českého stavovského povstání v letech 1618–1620, které odmítlo vládu císaře Ferdinanda II. a zvolilo nového krále, Fridricha Falckého. Osobně se účastnil třetí pražské defenestrace, poté byl zvolen členem stavovského direktoria a působil jako jeho mluvčí. Rovněž byl přítomen na Fridrichově volbě a také jeho korunovaci v srpnu 1619 v Praze.
Po prohře českých a moravských stavů v bitvě na Bílé hoře byl uvězněn a spolu s dalšími zajatými vůdci povstání postaven před císařský soud. Ten jej odsoudili k smrti, tento trest svou výmluvností před exekuční komisí dokázal změnit v doživotní vězení na hradě Zbiroh a unikl tak popravě vůdců povstání na Staroměstském náměstí 21. června 1621. Spolu s ním byli na Zbirohu uvězněni též Vilém starší Popel z Lobkovic, Václav Felix Pětipeský z Chýš a Egerberku a několik dalších. Rodinný majetek, panství Dub, Zálezly a dům U Černého vlka na Staroměstském náměstí v Praze, pak v rámci následných pobělohorských konfiskací připadly v následujících letech katolickým šlechticům, mj. Pavlu Michnovi z Vacínova. Jeho bratr Jan Litvín Kavka z Říčan byl potrestán pouze ztrátou části majetku.
Pavel Kavka z Říčan byl propuštěn až po císařské amnestii roku 1627, avšak zanedlouho na Zbirohu také zemřel.

### Rodinný život
Okolo roku 1610 se oženil s dcerou mocného šlechtice Václava Vratislava z Mitrovic Sidonií. Jeho bratr byl Jan Litvín Kavka z Říčan.[zdroj?]